# Tabula rasa

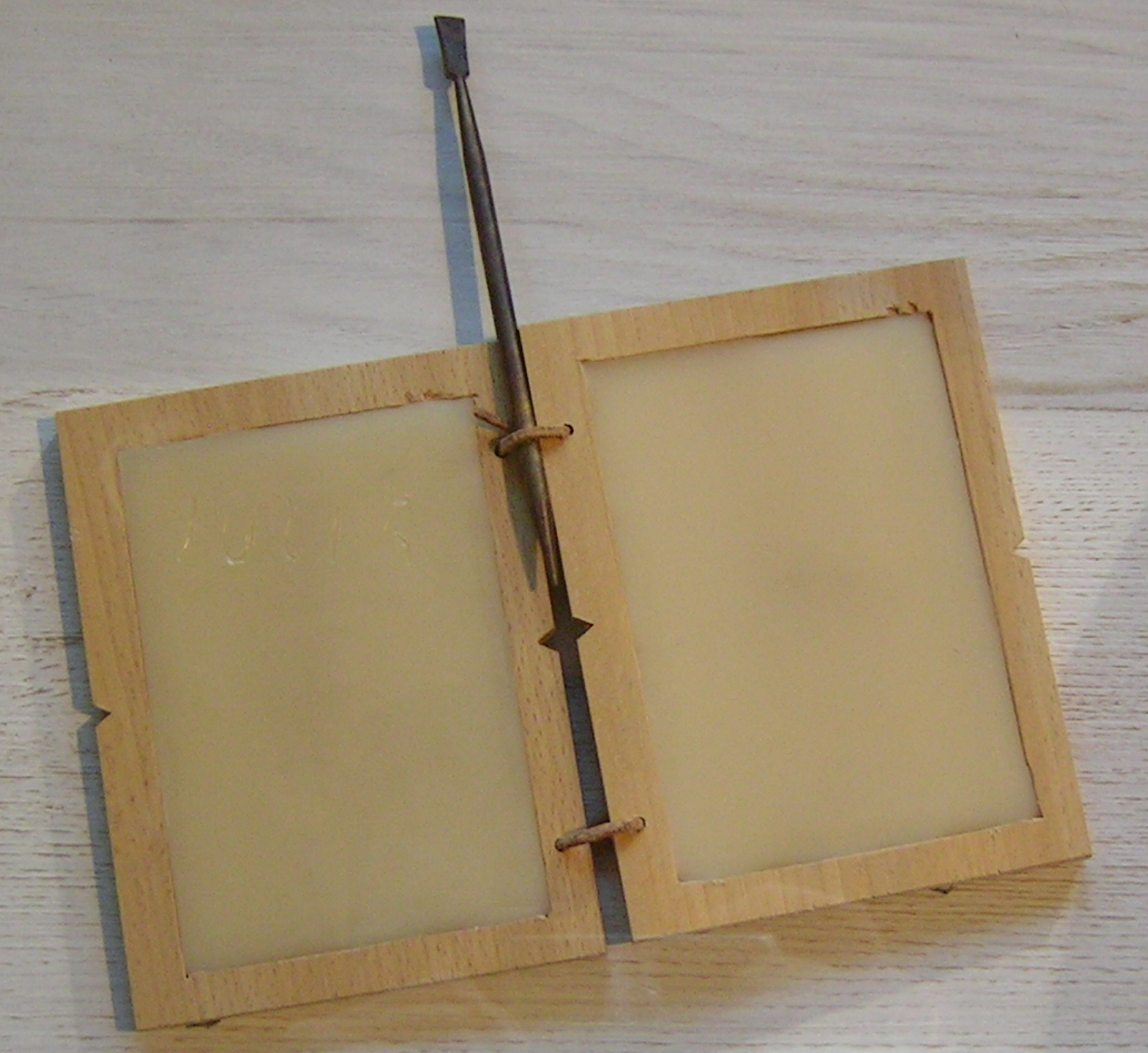
Una tabula romana

Nell'antica Roma una tabula rasa era una tavoletta di cera lisciata allo scopo di poter essere usata per scrivervi sopra. Il termine viene utilizzato metaforicamente per descrivere l'assenza o la cancellazione di ogni contenuto informativo antecedente una particolare situazione. La metafora è nata nell'ambito della filosofia aristotelica e successivamente scolastica per descrivere la mancanza di contenuti conoscitivi innati nella mente antecedenti l'azione dei sensi (realismo epistemologico), ma può anche descrivere l'azzeramento ("fare tabula rasa") o il disconoscimento di contenuti precedenti, ad esempio accordi fra persone, enti o stati. Con l'evolvere dei mezzi di scrittura, la metafora può talvolta essere sostituita con quella di "carta bianca".

## In filosofia
La metafora allude alla mancanza di conoscenze a priori nell'intelletto e, quindi, alla totale potenzialità di acquisizione da parte di esso di qualsiasi conoscenza. Con quest'espressione, già a partire da Aristotele, si è espressa l'idea che l'essere umano nasce senza nulla di innato dal punto di vista conoscitivo, tesi rifiutata dalla filosofia idealista di Berkeley, Kant o Hegel e oggi contrapposta a quella che attribuisce più importanza alla componente biologica nella formazione dell'intelletto e della personalità.
Negli ultimi anni, alcuni studiosi come ad esempio Steven Pinker, basandosi su studi su gemelli, casi di adozioni o altri casi particolari, hanno sostenuto che il patrimonio genetico determina almeno in parte (innatismo) le caratteristiche ed il comportamento dell'individuo. Pinker descrive le attuali conoscenze scientifiche sull'argomento nel suo libro divulgativo Tabula rasa (The Blank Slate: The Modern Denial of Human Nature).

## Nel linguaggio comune
Nel senso comune, questa espressione allude all'azzeramento di una data situazione, per ripartire da capo.

## Nel diritto internazionale
Nel diritto internazionale, il termine "tabula rasa" viene infatti usato per indicare la condizione per cui, nel caso che avvenga la secessione di un territorio di uno stato e il riconoscimento di questo come stato indipendente o nel caso di severe modifiche alle istituzioni o strutture di uno stato esistente (per esempio caduta di una monarchia e promulgazione di una repubblica) o più semplicemente alla forma e al governo dello Stato stesso, i trattati che lo stato preesistente aveva precedentemente stipulato, sono considerati nulli e non più vincolanti per le nuove parti. Da precisare però che tale situazione non è automatica, in quanto dipende dalla natura dei trattati stessi, ad esempio se questi sono localizzabili su un determinato territorio (per esempio costruzione di una diga) o no, se si tratta di trattati internazionali stipulati solo con altri stati o con organi internazionali e se sono trattati che garantiscono diritti ritenuti fondamentali e quindi non derogabili. Non di rado, è lo stesso stato che precisa quali trattati intende rescindere o con accordi di devoluzione(nel caso della secessione del territorio di uno stato) e di successione, il nuovo stato dichiara di subentrare negli accordi stipulati precedentemente. Tutte queste condizioni sono parte della prassi internazionale per la stipulazione dei trattati internazionali.